# Tira la mama daltabaix del tren
Tira la mama daltabaix del tren (títol original en anglès Throw Momma from the Train) és una pel·lícula estatunidenca de Danny Devito estrenada el 1987 i doblada al català.

## Argument
El professor Larry Donner i el seu alumne Owen tenen un punt comú: les dones de les seves vides els tornen bojos. Margaret Donner, la dona de Larry, li ha robat la seva novel·la i n'ha fet un best seller.
La mare d'Owen, una vella senyora amargada fa viure un infern al seu fill. Tanmateix, Owen va trobar una idea per matar dos pardals d'un tret: matarà Margaret i Larry matarà la seva mare. Dos crims sense relació... i tanmateix quan Margaret és morta, Larry, que no en sabia res, es troba sense coartada i és el perfecte culpable d'aquest homicidi. Es troba en l'obligació de matar la mare d'Owen, cosa gens fàcil, ja que la vella senyora és dura de pelar.

## Repartiment
- Danny DeVito: Owen
- Billy Cristal: Larry Donner
- Anne Ramsey: Mrs Lift
- Kate Mulgrew: Margaret Donner
- Oprah Winfrey: ella mateixa

## Nominacions
- Globus d'Or a la millor actriu secundària per a Anne Ramsey
- Globus d'Or al millor actor musical o còmic per a Danny DeVito
- Oscar a la millor actriu secundària per a Anne Ramsey